# Liste der Gemeinden im Département Bouches-du-Rhône

Lage des Départements Bouches-du-Rhône

Das Département Bouches-du-Rhône liegt in der Region Provence-Alpes-Côte d’Azur in Frankreich. Es untergliedert sich in vier Arrondissements mit 119 Gemeinden (frz. communes) (Stand 1. Januar 2017).
Siehe auch: Liste der Kantone im Département Bouches-du-Rhône
| Code INSEE | PLZ         | Gemeinde                   | Einwohner (Stand 1. Januar 2022) | Fläche in km² | Einwohner je km² | Kanton seit 30. März 2015 Kanton bis zum 29. März 2015 | Arrondissement ab 2017 Arrondissement bis 2016 | Gemeindeverband                    |
| ---------- | ----------- | -------------------------- | -------------------------------- | ------------- | ---------------- | --- | ---------------------------------------------- | ---------------------------------- |
| 13001      | 13090       | Aix-en-Provence            | 147.933                          | 186,08        | 795              | Aix-en-Provence-1 Aix-en-Provence-2 Aix-en-Provence-Centre Aix-en-Provence-Nord-Est Aix-en-Provence-Sud-Ouest | Aix-en-Provence                                | Métropole d’Aix-Marseille-Provence |
| 13002      | 13190       | Allauch                    | 21.404                           | 50,30         | 426              | Allauch | Marseille                                      | Métropole d’Aix-Marseille-Provence |
| 13003      | 13980       | Alleins                    | 2833                             | 16,78         | 169              | Pélissanne Eyguières | Aix-en-Provence Arles                          | Métropole d’Aix-Marseille-Provence |
| 13004      | 13200       | Arles                      | 51.156                           | 758,93        | 67               | Arles Arles-Est Arles-Ouest | Arles                                          | Arles-Crau-Camargue-Montagnette    |
| 13005      | 13400       | Aubagne                    | 47.724                           | 54,90         | 869              | Aubagne Aubagne-Est Aubagne-Ouest | Marseille                                      | Métropole d’Aix-Marseille-Provence |
| 13006      | 13930       | Aureille                   | 1537                             | 21,74         | 71               | Salon-de-Provence-1 Eyguières | Arles                                          | Vallée des Baux-Alpilles           |
| 13007      | 13390       | Auriol                     | 12.986                           | 44,64         | 291              | Allauch Roquevaire | Marseille                                      | Métropole d’Aix-Marseille-Provence |
| 13008      | 13121       | Aurons                     | 559                              | 12,82         | 44               | Pélissanne | Aix-en-Provence                                | Métropole d’Aix-Marseille-Provence |
| 13010      | 13570       | Barbentane                 | 4262                             | 27,13         | 157              | Châteaurenard | Arles                                          | Terre de Provence                  |
| 13012      | 13100       | Beaurecueil                | 595                              | 9,86          | 60               | Trets | Aix-en-Provence                                | Métropole d’Aix-Marseille-Provence |
| 13013      | 13720       | Belcodène                  | 1978                             | 12,97         | 153              | Allauch Roquevaire | Marseille                                      | Métropole d’Aix-Marseille-Provence |
| 13014      | 13130       | Berre-l’Étang              | 13.941                           | 43,64         | 319              | Berre-l’Étang | Istres                                         | Métropole d’Aix-Marseille-Provence |
| 13015      | 13320       | Bouc-Bel-Air               | 15.367                           | 21,75         | 707              | Vitrolles Gardanne | Aix-en-Provence                                | Métropole d’Aix-Marseille-Provence |
| 13017      | 13150       | Boulbon                    | 1531                             | 19,33         | 79               | Châteaurenard Tarascon | Arles                                          | Arles-Crau-Camargue-Montagnette    |
| 13018      | 13440       | Cabannes                   | 4576                             | 20,91         | 219              | Châteaurenard Orgon | Arles                                          | Terre de Provence                  |
| 13019      | 13480       | Cabriès                    | 10.143                           | 36,55         | 278              | Vitrolles Les Pennes-Mirabeau | Aix-en-Provence                                | Métropole d’Aix-Marseille-Provence |
| 13020      | 13950       | Cadolive                   | 2219                             | 4,18          | 531              | Allauch Roquevaire | Marseille                                      | Métropole d’Aix-Marseille-Provence |
| 13119      | 13470       | Carnoux-en-Provence        | 6872                             | 3,45          | 1992             | La Ciotat Aubagne-Est | Marseille                                      | Métropole d’Aix-Marseille-Provence |
| 13021      | 13620       | Carry-le-Rouet             | 5717                             | 10,10         | 566              | Marignane Châteauneuf-Côte-Bleue | Istres                                         | Métropole d’Aix-Marseille-Provence |
| 13022      | 13260       | Cassis                     | 6706                             | 26,87         | 250              | La Ciotat Aubagne-Est | Marseille                                      | Métropole d’Aix-Marseille-Provence |
| 13023      | 13600       | Ceyreste                   | 4847                             | 22,61         | 214              | La Ciotat | Marseille                                      | Métropole d’Aix-Marseille-Provence |
| 13024      | 13350       | Charleval                  | 2634                             | 14,41         | 183              | Pélissanne Lambesc | Aix-en-Provence                                | Métropole d’Aix-Marseille-Provence |
| 13025      | 13790       | Châteauneuf-le-Rouge       | 2331                             | 13,15         | 177              | Trets | Aix-en-Provence                                | Métropole d’Aix-Marseille-Provence |
| 13026      | 13220       | Châteauneuf-les-Martigues  | 18.364                           | 31,65         | 580              | Marignane Châteauneuf-Côte-Bleue | Istres                                         | Métropole d’Aix-Marseille-Provence |
| 13027      | 13160       | Châteaurenard              | 16.668                           | 34,95         | 477              | Châteaurenard | Arles                                          | Terre de Provence                  |
| 13029      | 13250       | Cornillon-Confoux          | 1619                             | 14,95         | 108              | Berre-l’Étang Pélissanne | Istres Aix-en-Provence                         | Métropole d’Aix-Marseille-Provence |
| 13118      | 13111       | Coudoux                    | 3775                             | 12,65         | 298              | Berre-l’Étang Pélissanne | Aix-en-Provence                                | Métropole d’Aix-Marseille-Provence |
| 13030      | 13780       | Cuges-les-Pins             | 5949                             | 38,81         | 153              | La Ciotat Aubagne-Est | Marseille                                      | Métropole d’Aix-Marseille-Provence |
| 13032      | 13510       | Éguilles                   | 8349                             | 34,07         | 245              | Pélissanne Aix-en-Provence-Sud-Ouest | Aix-en-Provence                                | Métropole d’Aix-Marseille-Provence |
| 13033      | 13820       | Ensuès-la-Redonne          | 5796                             | 25,83         | 224              | Marignane Châteauneuf-Côte-Bleue | Istres                                         | Métropole d’Aix-Marseille-Provence |
| 13034      | 13810       | Eygalières                 | 1740                             | 33,97         | 51               | Salon-de-Provence-1 Orgon | Arles                                          | Vallée des Baux-Alpilles           |
| 13035      | 13430       | Eyguières                  | 6915                             | 68,75         | 101              | Salon-de-Provence-1 Eyguières | Aix-en-Provence Arles                          | Métropole d’Aix-Marseille-Provence |
| 13036      | 13630       | Eyragues                   | 4289                             | 20,78         | 206              | Châteaurenard | Arles                                          | Terre de Provence                  |
| 13038      | 13990       | Fontvieille                | 3555                             | 40,18         | 88               | Salon-de-Provence-1 Arles-Est | Arles                                          | Vallée des Baux-Alpilles           |
| 13039      | 13270       | Fos-sur-Mer                | 15.694                           | 92,31         | 170              | Istres Istres-Sud | Istres                                         | Métropole d’Aix-Marseille-Provence |
| 13040      | 13710       | Fuveau                     | 10.235                           | 30,02         | 341              | Trets | Aix-en-Provence                                | Métropole d’Aix-Marseille-Provence |
| 13041      | 13120       | Gardanne                   | 21.534                           | 27,02         | 797              | Gardanne | Aix-en-Provence                                | Métropole d’Aix-Marseille-Provence |
| 13042      | 13420       | Gémenos                    | 6678                             | 32,75         | 204              | La Ciotat Aubagne-Est | Marseille                                      | Métropole d’Aix-Marseille-Provence |
| 13043      | 13180       | Gignac-la-Nerthe           | 10.030                           | 8,64          | 1161             | Marignane Châteauneuf-Côte-Bleue | Istres                                         | Métropole d’Aix-Marseille-Provence |
| 13044      | 13450       | Grans                      | 5382                             | 27,60         | 195              | Salon-de-Provence-2 Salon-de-Provence | Istres Aix-en-Provence                         | Métropole d’Aix-Marseille-Provence |
| 13045      | 13690       | Graveson                   | 4743                             | 23,54         | 201              | Châteaurenard | Arles                                          | Terre de Provence                  |
| 13046      | 13850       | Gréasque                   | 4469                             | 6,15          | 727              | Allauch Roquevaire | Aix-en-Provence Marseille                      | Métropole d’Aix-Marseille-Provence |
| 13047      | 13800       | Istres                     | 44.044                           | 113,73        | 387              | Istres Istres-Nord Istres-Sud | Istres                                         | Métropole d’Aix-Marseille-Provence |
| 13048      | 13490       | Jouques                    | 4478                             | 80,35         | 56               | Trets Peyrolles-en-Provence | Aix-en-Provence                                | Métropole d’Aix-Marseille-Provence |
| 13009      | 13330       | La Barben                  | 852                              | 22,85         | 37               | Pélissanne | Aix-en-Provence                                | Métropole d’Aix-Marseille-Provence |
| 13016      | 13720       | La Bouilladisse            | 6447                             | 12,61         | 511              | Allauch Roquevaire | Marseille                                      | Métropole d’Aix-Marseille-Provence |
| 13028      | 13600       | La Ciotat                  | 37.599                           | 31,46         | 1195             | La Ciotat | Marseille                                      | Métropole d’Aix-Marseille-Provence |
| 13031      | 13112       | La Destrousse              | 4023                             | 2,93          | 1373             | Allauch Roquevaire | Marseille                                      | Métropole d’Aix-Marseille-Provence |
| 13037      | 13580       | La Fare-les-Oliviers       | 8953                             | 13,98         | 640              | Berre-l’Étang Pélissanne | Aix-en-Provence                                | Métropole d’Aix-Marseille-Provence |
| 13070      | 13821       | La Penne-sur-Huveaune      | 6618                             | 3,56          | 1859             | Aubagne Aubagne-Ouest | Marseille                                      | Métropole d’Aix-Marseille-Provence |
| 13084      | 13640       | La Roque-d’Anthéron        | 5355                             | 25,49         | 210              | Pélissanne Lambesc | Aix-en-Provence                                | Métropole d’Aix-Marseille-Provence |
| 13049      | 13113       | Lamanon                    | 2069                             | 19,19         | 108              | Salon-de-Provence-1 Eyguières | Aix-en-Provence Arles                          | Métropole d’Aix-Marseille-Provence |
| 13050      | 13410       | Lambesc                    | 9951                             | 65,34         | 152              | Pélissanne Lambesc | Aix-en-Provence                                | Métropole d’Aix-Marseille-Provence |
| 13051      | 13680       | Lançon-Provence            | 9627                             | 68,92         | 140              | Berre-l’Étang Pélissanne | Aix-en-Provence                                | Métropole d’Aix-Marseille-Provence |
| 13080      | 13610       | Le Puy-Sainte-Réparade     | 5794                             | 46,29         | 125              | Trets Peyrolles-en-Provence | Aix-en-Provence                                | Métropole d’Aix-Marseille-Provence |
| 13088      | 13740       | Le Rove                    | 5205                             | 22,97         | 227              | Marignane Châteauneuf-Côte-Bleue | Istres                                         | Métropole d’Aix-Marseille-Provence |
| 13109      | 13100       | Le Tholonet                | 2370                             | 10,82         | 219              | Trets Aix-en-Provence-Nord-Est | Aix-en-Provence                                | Métropole d’Aix-Marseille-Provence |
| 13011      | 13520       | Les Baux-de-Provence       | 262                              | 18,07         | 14               | Salon-de-Provence-1 Saint-Rémy-de-Provence | Arles                                          | Vallée des Baux-Alpilles           |
| 13071      | 13170       | Les Pennes-Mirabeau        | 22.423                           | 33,66         | 666              | Gardanne Les Pennes-Mirabeau | Aix-en-Provence                                | Métropole d’Aix-Marseille-Provence |
| 13052      | 13910       | Maillane                   | 2779                             | 16,77         | 166              | Châteaurenard Saint-Rémy-de-Provence | Arles                                          | Terre de Provence                  |
| 13053      | 13370       | Mallemort                  | 6190                             | 28,16         | 220              | Pélissanne Eyguières | Aix-en-Provence Arles                          | Métropole d’Aix-Marseille-Provence |
| 13054      | 13700       | Marignane                  | 33.164                           | 23,16         | 1432             | Marignane | Istres                                         | Métropole d’Aix-Marseille-Provence |
| 13055      | 13001–13016 | Marseille                  | 877.215                          | 240,62        | 3646             | Marseille-1 Marseille-2 Marseille-3 Marseille-4 Marseille-5 Marseille-6 Marseille-7 Marseille-8 Marseille-9 Marseille-10 Marseille-11 Marseille-12 Marseille-Belsunce Marseille-La Belle-de-Mai Marseille-La Blancarde Marseille-La Capelette Marseille-La Pointe-Rouge Marseille-La Pomme Marseille-La Rose Marseille-Le Camas Marseille-Les Cinq-Avenues Marseille-Les Grands-Carmes Marseille-Les Olives Marseille-Les Trois Lucs Marseille-Mazargues Marseille-Montolivet Marseille-Notre-Dame-du-Mont Marseille-Notre-Dame-Limite Marseille-Saint-Barthélemy Marseille-Sainte-Marguerite Marseille-Saint-Giniez Marseille-Saint-Just Marseille-Saint-Lambert Marseille-Saint-Marcel Marseille-Saint-Mauront Marseille-Vauban Marseille-Verduron | Marseille                                      | Métropole d’Aix-Marseille-Provence |
| 13056      | 13500       | Martigues                  | 48.818                           | 71,44         | 683              | Martigues Martigues-Est Martigues-Ouest | Istres                                         | Métropole d’Aix-Marseille-Provence |
| 13057      | 13103       | Mas-Blanc-des-Alpilles     | 537                              | 1,57          | 342              | Salon-de-Provence-1 Tarascon | Arles                                          | Vallée des Baux-Alpilles           |
| 13058      | 13520       | Maussane-les-Alpilles      | 2396                             | 31,60         | 76               | Salon-de-Provence-1 Saint-Rémy-de-Provence | Arles                                          | Vallée des Baux-Alpilles           |
| 13059      | 13650       | Meyrargues                 | 3818                             | 41,67         | 92               | Trets Peyrolles-en-Provence | Aix-en-Provence                                | Métropole d’Aix-Marseille-Provence |
| 13060      | 13590       | Meyreuil                   | 6341                             | 20,13         | 315              | Trets Aix-en-Provence-Sud-Ouest | Aix-en-Provence                                | Métropole d’Aix-Marseille-Provence |
| 13062      | 13105       | Mimet                      | 4147                             | 18,70         | 222              | Gardanne | Aix-en-Provence                                | Métropole d’Aix-Marseille-Provence |
| 13063      | 13140       | Miramas                    | 25.891                           | 25,74         | 1006             | Salon-de-Provence-2 Istres-Nord | Istres                                         | Métropole d’Aix-Marseille-Provence |
| 13064      | 13940       | Mollégès                   | 2651                             | 14,20         | 187              | Châteaurenard Orgon | Arles                                          | Terre de Provence                  |
| 13065      | 13890       | Mouriès                    | 3471                             | 38,35         | 91               | Salon-de-Provence-1 Eyguières | Arles                                          | Vallée des Baux-Alpilles           |
| 13066      | 13550       | Noves                      | 5918                             | 27,92         | 212              | Châteaurenard | Arles                                          | Terre de Provence                  |
| 13067      | 13660       | Orgon                      | 2662                             | 34,78         | 77               | Salon-de-Provence-1 Orgon | Arles                                          | Terre de Provence                  |
| 13068      | 13520       | Paradou                    | 2181                             | 16,15         | 135              | Salon-de-Provence-1 Saint-Rémy-de-Provence | Arles                                          | Vallée des Baux-Alpilles           |
| 13069      | 13330       | Pélissanne                 | 10.799                           | 19,11         | 565              | Pélissanne | Aix-en-Provence                                | Métropole d’Aix-Marseille-Provence |
| 13072      | 13790       | Peynier                    | 3692                             | 24,76         | 149              | Trets | Aix-en-Provence                                | Métropole d’Aix-Marseille-Provence |
| 13073      | 13124       | Peypin                     | 5612                             | 13,35         | 420              | Allauch Roquevaire | Marseille                                      | Métropole d’Aix-Marseille-Provence |
| 13074      | 13860       | Peyrolles-en-Provence      | 5316                             | 34,90         | 152              | Trets Peyrolles-en-Provence | Aix-en-Provence                                | Métropole d’Aix-Marseille-Provence |
| 13076      | 13750       | Plan-d’Orgon               | 3562                             | 14,94         | 238              | Châteaurenard Orgon | Arles                                          | Terre de Provence                  |
| 13075      | 13380       | Plan-de-Cuques             | 11.504                           | 8,52          | 1350             | Allauch | Marseille                                      | Métropole d’Aix-Marseille-Provence |
| 13077      | 13110       | Port-de-Bouc               | 16.138                           | 11,46         | 1408             | Martigues Martigues-Ouest | Istres                                         | Métropole d’Aix-Marseille-Provence |
| 13078      | 13230       | Port-Saint-Louis-du-Rhône  | 8510                             | 73,38         | 116              | Arles Port-Saint-Louis-du-Rhône | Istres Arles                                   | Métropole d’Aix-Marseille-Provence |
| 13079      | 13114       | Puyloubier                 | 1780                             | 40,85         | 44               | Trets | Aix-en-Provence                                | Métropole d’Aix-Marseille-Provence |
| 13081      | 13340       | Rognac                     | 12.335                           | 17,46         | 706              | Berre-l’Étang | Istres                                         | Métropole d’Aix-Marseille-Provence |
| 13082      | 13840       | Rognes                     | 4640                             | 58,32         | 80               | Pélissanne Lambesc | Aix-en-Provence                                | Métropole d’Aix-Marseille-Provence |
| 13083      | 13870       | Rognonas                   | 4186                             | 9,41          | 445              | Châteaurenard | Arles                                          | Terre de Provence                  |
| 13085      | 13830       | Roquefort-la-Bédoule       | 5784                             | 31,15         | 186              | La Ciotat Aubagne-Est | Marseille                                      | Métropole d’Aix-Marseille-Provence |
| 13086      | 13360       | Roquevaire                 | 8823                             | 23,83         | 370              | Aubagne Roquevaire | Marseille                                      | Métropole d’Aix-Marseille-Provence |
| 13087      | 13790       | Rousset                    | 5357                             | 19,50         | 275              | Trets | Aix-en-Provence                                | Métropole d’Aix-Marseille-Provence |
| 13089      | 13670       | Saint-Andiol               | 3369                             | 16,00         | 211              | Châteaurenard Orgon | Arles                                          | Terre de Provence                  |
| 13090      | 13100       | Saint-Antonin-sur-Bayon    | 125                              | 17,57         | 7                | Trets | Aix-en-Provence                                | Métropole d’Aix-Marseille-Provence |
| 13091      | 13760       | Saint-Cannat               | 5877                             | 36,54         | 161              | Pélissanne Lambesc | Aix-en-Provence                                | Métropole d’Aix-Marseille-Provence |
| 13092      | 13250       | Saint-Chamas               | 8669                             | 26,71         | 325              | Berre-l’Étang | Istres                                         | Métropole d’Aix-Marseille-Provence |
| 13096      | 13460       | Saintes-Maries-de-la-Mer   | 2278                             | 374,61        | 6                | Arles Saintes-Maries-de-la-Mer | Arles                                          | Arles-Crau-Camargue-Montagnette    |
| 13093      | 13610       | Saint-Estève-Janson        | 364                              | 8,65          | 42               | Pélissanne Lambesc | Aix-en-Provence                                | Métropole d’Aix-Marseille-Provence |
| 13094      | 13103       | Saint-Étienne-du-Grès      | 2480                             | 29,04         | 85               | Salon-de-Provence-1 Tarascon | Arles                                          | Vallée des Baux-Alpilles           |
| 13095      | 13100       | Saint-Marc-Jaumegarde      | 1270                             | 22,56         | 56               | Trets Aix-en-Provence-Nord-Est | Aix-en-Provence                                | Métropole d’Aix-Marseille-Provence |
| 13097      | 13310       | Saint-Martin-de-Crau       | 13.962                           | 214,87        | 65               | Salon-de-Provence-2 Arles-Est | Arles                                          | Arles-Crau-Camargue-Montagnette    |
| 13098      | 13920       | Saint-Mitre-les-Remparts   | 5996                             | 21,02         | 285              | Istres Istres-Sud | Istres                                         | Métropole d’Aix-Marseille-Provence |
| 13099      | 13115       | Saint-Paul-lès-Durance     | 886                              | 45,81         | 19               | Trets Peyrolles-en-Provence | Aix-en-Provence                                | Métropole d’Aix-Marseille-Provence |
| 13061      | 13150       | Saint-Pierre-de-Mézoargues | 228                              | 4,13          | 55               | Châteaurenard Tarascon | Arles                                          | Arles-Crau-Camargue-Montagnette    |
| 13100      | 13210       | Saint-Rémy-de-Provence     | 9547                             | 89,09         | 107              | Salon-de-Provence-1 Saint-Rémy-de-Provence | Arles                                          | Vallée des Baux-Alpilles           |
| 13101      | 13119       | Saint-Savournin            | 3449                             | 5,89          | 586              | Allauch Roquevaire | Marseille                                      | Métropole d’Aix-Marseille-Provence |
| 13102      | 13730       | Saint-Victoret             | 6689                             | 4,73          | 1414             | Vitrolles Marignane | Istres                                         | Métropole d’Aix-Marseille-Provence |
| 13103      | 13300       | Salon-de-Provence          | 44.553                           | 70,30         | 634              | Salon-de-Provence-1 Salon-de-Provence | Aix-en-Provence                                | Métropole d’Aix-Marseille-Provence |
| 13104      | 13960       | Sausset-les-Pins           | 7556                             | 12,10         | 624              | Marignane Châteauneuf-Côte-Bleue | Istres                                         | Métropole d’Aix-Marseille-Provence |
| 13105      | 13560       | Sénas                      | 6829                             | 30,61         | 223              | Salon-de-Provence-1 Orgon | Aix-en-Provence Arles                          | Métropole d’Aix-Marseille-Provence |
| 13106      | 13240       | Septèmes-les-Vallons       | 12.018                           | 17,84         | 674              | Gardanne Les Pennes-Mirabeau | Marseille Aix-en-Provence                      | Métropole d’Aix-Marseille-Provence |
| 13107      | 13109       | Simiane-Collongue          | 5823                             | 29,84         | 195              | Gardanne | Aix-en-Provence                                | Métropole d’Aix-Marseille-Provence |
| 13108      | 13150       | Tarascon                   | 15.525                           | 73,97         | 210              | Châteaurenard Tarascon | Arles                                          | Arles-Crau-Camargue-Montagnette    |
| 13110      | 13530       | Trets                      | 10.933                           | 70,31         | 155              | Trets | Aix-en-Provence                                | Métropole d’Aix-Marseille-Provence |
| 13111      | 13126       | Vauvenargues               | 1058                             | 54,31         | 19               | Trets Aix-en-Provence-Nord-Est | Aix-en-Provence                                | Métropole d’Aix-Marseille-Provence |
| 13112      | 13880       | Velaux                     | 8827                             | 25,23         | 350              | Berre-l’Étang Pélissanne | Aix-en-Provence                                | Métropole d’Aix-Marseille-Provence |
| 13113      | 13770       | Venelles                   | 8420                             | 20,54         | 410              | Trets Aix-en-Provence-Nord-Est | Aix-en-Provence                                | Métropole d’Aix-Marseille-Provence |
| 13114      | 13122       | Ventabren                  | 5613                             | 26,32         | 213              | Berre-l’Étang Pélissanne | Aix-en-Provence                                | Métropole d’Aix-Marseille-Provence |
| 13115      | 13116       | Vernègues                  | 2158                             | 15,89         | 136              | Pélissanne Eyguières | Aix-en-Provence Arles                          | Métropole d’Aix-Marseille-Provence |
| 13116      | 13670       | Verquières                 | 775                              | 4,59          | 169              | Châteaurenard Orgon | Arles                                          | Terre de Provence                  |
| 13117      | 13127       | Vitrolles                  | 36.612                           | 36,58         | 1001             | Vitrolles | Istres                                         | Métropole d’Aix-Marseille-Provence |